# 옥마산
옥마산(玉馬山)은 충청남도 보령시 성주면에 위치한 산이다. 충청남도 보령시의 남포면과 성주면의 경계에 있는 산으로 높이 599.0m로 성주산(聖住山)의 한 봉우리, 즉 성주산과 같은 줄기여서 성주산과 함께 보령 시가지 동남쪽을 둘러싸고 있다. 주봉우리는 옥마봉이다. 차령산맥의 허리에 해당하는 산으로, 과거에는 산의 곳곳에서 석탄을 채굴하였다.

## 방송 송신 시설
| 디지털TV  |                 |           |                     |        |                                       |
| 가상채널  | 방송국명        | 호출부호  | 물리채널            | 출력   | 가시청권                              |
| CH 6-1    | TJB DTV         | HLDF-DTV  | CH 48               | 90W    | 보령, 홍성 일부, 태안 일부, 서천 일부 |
| CH 7-1    | KBS대전 DTV2    | HLQT-DTV  | CH 57               | 90W    | 보령, 홍성 일부, 태안 일부, 서천 일부 |
| CH 9-1    | KBS대전 DTV1    | HLKI-DTV  | CH 56               | 90W    | 보령, 홍성 일부, 태안 일부, 서천 일부 |
| CH 10-1   | EBS 1TV         | HLQL-DTV  | CH 18               | 90W    | 보령, 홍성 일부, 태안 일부, 서천 일부 |
| CH 10-2   | EBS 2TV         | HLQL-DTV  | CH 18               | 90W    | 보령, 홍성 일부, 태안 일부, 서천 일부 |
| CH 11-1   | 대전MBC DTV     | HLCQ-DTV  | CH 54               | 90W    | 보령, 홍성 일부, 태안 일부, 서천 일부 |
| FM라디오  |                 |           |                     |        |                                       |
| 채널      | 방송국명        | 호출부호  |                     | 출력   | 가시청권                              |
| 89.5㎒    | KBS대전 2라디오 | HLQT-SFM  |                     | 0.1㎾  | 보령, 홍성 일부, 태안 일부, 서천 일부 |
| 93.7㎒    | 대전MBC 표준FM  | HLCQ-SFM  |                     | 0.05㎾ | 보령, 홍성 일부, 태안 일부, 서천 일부 |
| 96.1㎒    | TJB POWER FM    | HLDF-FM   |                     | 0.1㎾  | 보령, 홍성 일부, 태안 일부, 서천 일부 |
| 103.9㎒   | TBN충남교통방송 | HLEP-FM   |                     | 0.1㎾  | 보령, 홍성 일부, 태안 일부, 서천 일부 |
| 104.7㎒   | EBS FM          | HLQL-FM   |                     | 0.1㎾  | 보령, 홍성 일부, 태안 일부, 서천 일부 |
| 107.3㎒   | KBS대전 1라디오 | HLKI-SFM  |                     | 0.1㎾  | 보령, 홍성 일부, 태안 일부, 서천 일부 |
| 지상파DMB |                 |           |                     |        |                                       |
| 앙상블명  | 방송국명        | 호출부호  | 채널(주파수)        | 출력   | 가시청권                              |
| TJB u     | TJB-SBSu        | HLCQ-TDMB | CH 11C (202.736MHz) | 2㎾    | 보령, 홍성 일부, 태안 일부, 서천 일부 |
| TJB u     | CJB-mYTN        | HLCQ-TDMB | CH 11C (202.736MHz) | 2㎾    | 보령, 홍성 일부, 태안 일부, 서천 일부 |